# Старая Слобода (Московская область)
Ста́рая Слобода́ — деревня в Щёлковском районе Московской области. Относится к Гребневскому сельскому поселению.

## География
Расположено на северо-восток от Москвы на расстоянии 36 км от центра (по прямой), или 28 км от МКАД по автодороге, если ехать по Щёлковскому шоссе А103, затем в сторону центра Щёлково и далее по Фряновскому шоссе Р110, проехать Фрязино и сразу повернуть направо в Гребнево и, далее, в Новую Слободу.
Старая Слобода примыкает к деревне Новая Слобода, которая, в свою очередь, примыкает к Гребнево. Ближайшие к деревне: город Фрязино (меньше 1 км от границы города), станция электрички — Фрязино-Пассажирская (3,5 км пешком), автотрасса — Фряновское шоссе.
В деревне единственная улица — Сосновая; к ней также приписано 8 садоводческих товариществ (СНТ).

## История
Впервые упомянута в писцовых книгах 1623 года как деревня Слобода.
В середине XIX века деревня Слобода относилась ко 2-му стану Богородского уезда Московской губернии и принадлежала коллежскому регистратору Федору Федоровичу Пантелееву. В деревне было 58 дворов, крестьян 235 душ мужского пола и 277 душ женского и шелковая фабрика купца Крюкова.
В «Списке населённых мест» 1862 года — владельческая деревня 2-го стана Богородского уезда Московской губернии по левую сторону Стромынского тракта (из Москвы в Киржач), в 27 верстах от уездного города и 5 верстах от становой квартиры, при пруде, с 80 дворами, 505 жителями (240 мужчин, 265 женщин) и двумя фабриками.
По данным на 1869 год — деревня Гребневской волости 3-го стана Богородского уезда с 103 дворами, 109 деревянными домами, запасным хлебным магазином и 3 шелковоткацкими заведениями и 448 жителями (197 мужчин, 251 женщина), из них 80 грамотных мужчин и 10 женщин. Количество земли составляло 303 десятины и 1775 саженей, в том числе 190 десятин и 717 саженей пахотной. Имелось 25 лошадей, 40 единиц рогатого скота и 37 единиц мелкого.
В 1886 году — 82 двора, 449 жителей и шелковая фабрика.
В 1913 году — 120 дворов, частновладельческая усадьба Крюковых и квартира полицейского урядника.
По материалам Всесоюзной переписи населения 1926 года Старая Слобода — центр Старослободского сельсовета Щёлковской волости Московского уезда в 3 км от Стромынского шоссе и 8,5 км от станции Щёлково Северной железной дороги, проживало 443 жителя (199 мужчин, 244 женщины), насчитывалось 86 хозяйств (85 крестьянских), имелась школа 1-й ступени. Изменение названия связано с тем, что от деревни недавно отделилась Новая Слобода.
В 1994–2006 годах относилась к Гребневскому сельскому округу.

## Барские пруды
Деревня Старая Слобода расположена на правом берегу Барских прудов, образованных рекой Любосеевкой, притоком Вори. Несмотря на категорическую позицию Роспотребнадзора, который утверждает, что Барские пруды не пригодны для купания по санитарно-эпидемиологическим показателям, в летнее время Барские пруды становятся местом активного водного отдыха жителей и гостей окружающих их сел и деревень, коттеджных посёлков и города Фрязино.

## Часовенный столб
В деревне имеется кирпичный часовенный столб, построенный по проекту 1905 года и приписанный к гребневскому приходу Щёлковского благочиннического округа Московской епархии РПЦ. Ранее существовал обычай — проходить Крестным ходом от летнего храма во имя Гребневской иконы Пресвятой Богородицы села Гребнево на противоположном берегу Барских прудов до часовни в деревне Старая Слобода. В 2009 году обычай был возрождён.

## Население
| 1852 | 1859 | 1869 | 1886 | 1899 | 1926 | 2002 |
| ---- | ---- | ---- | ---- | ---- | ---- | ---- |
| 512  | ↘505 | ↘448 | ↗449 | ↘201 | ↗443 | ↘121 |
| 2006 | 2010 |      |      |      |      |      |
| ↘117 | ↗158 |      |      |      |      |      |